# Bernauer Heerstraße

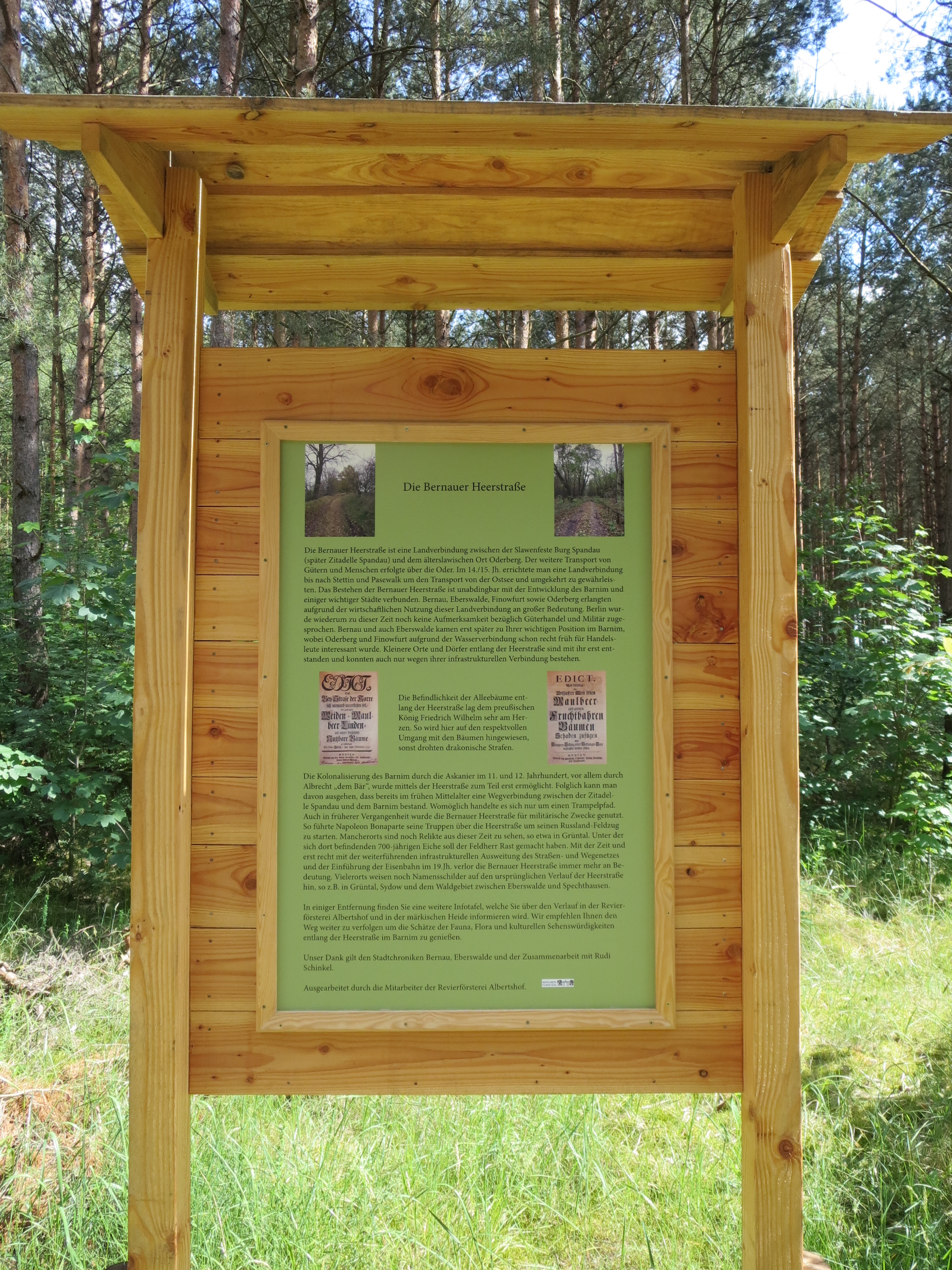
Infotafel zur Bernauer Heerstraße

Die Bernauer Heerstraße (auch: Bernauer Heerweg) war eine mittelalterliche Straßenverbindung zwischen der ehemaligen Burg Spandau (später: Zitadelle Spandau) und der am Rande des Barnim gelegenen Stadt Bernau und weiter bis Oderberg und Stettin. Die Bernauer Heerstraße spielte eine wichtige Rolle bei der Eroberung und Besiedelung des Barnim durch die askanischen Markgrafen im 13. Jahrhundert. Sie diente dem schnellen Verlegen bewaffneter Abteilungen zwischen dem militärischen Zentrum in Spandau und den Grenzburgen im Norden. Darüber hinaus diente sie auch der schnellen Nachrichtenübermittlung durch Boten und für den Warentransport, wobei das Problem des militärischen Nachschubs eher eine untergeordnete Rolle gespielt haben dürfte, versorgten sich die Besatzungen der Grenzburgen doch weitgehend aus dem Umland ihrer Anlagen.

## Geschichtlicher Hintergrund
Ein wichtiger Stützpunkt der brandenburgischen Markgrafen war vom Ende des 12. bis in die Mitte des 15. Jahrhunderts die ehemalige Slawenfeste Spandau am Zusammenfluss von Spree und Havel, die – nachdem sie in askanischen Besitz gelangt war – zur Burg ausgebaut wurde. Bereits für 1192 ist ein Burgvogt erwähnt. Von Spandau aus begann eine zügige Besiedelung des zwischen dem Teltow und Barnim gelegenen Tals von Spree und Nuthe, die einherging mit deutlichen Expansionsbestrebungen in Richtung Nordosten. Vorerst unter Umgehung der unwegsamen, dicht bewaldeten und zu dieser Zeit noch unter wettinischer Herrschaft stehenden Gebiete des hohen Barnims gelangte man entlang der Havel und Finow bis in die Regionen der unteren Oder. Dort wurden unter der Herrschaft von Albrecht II. von Brandenburg bereits zu Beginn des 13. Jahrhunderts verschiedene Burgen als Grenzbefestigung errichtet, so in Oderberg, Hohenfinow und Eberswalde. Die Binnenerschließung des Barnim durch die Askanier erfolgte später. Dabei spielte die Bernauer Heerstraße eine wichtige Rolle.

## Linienführung

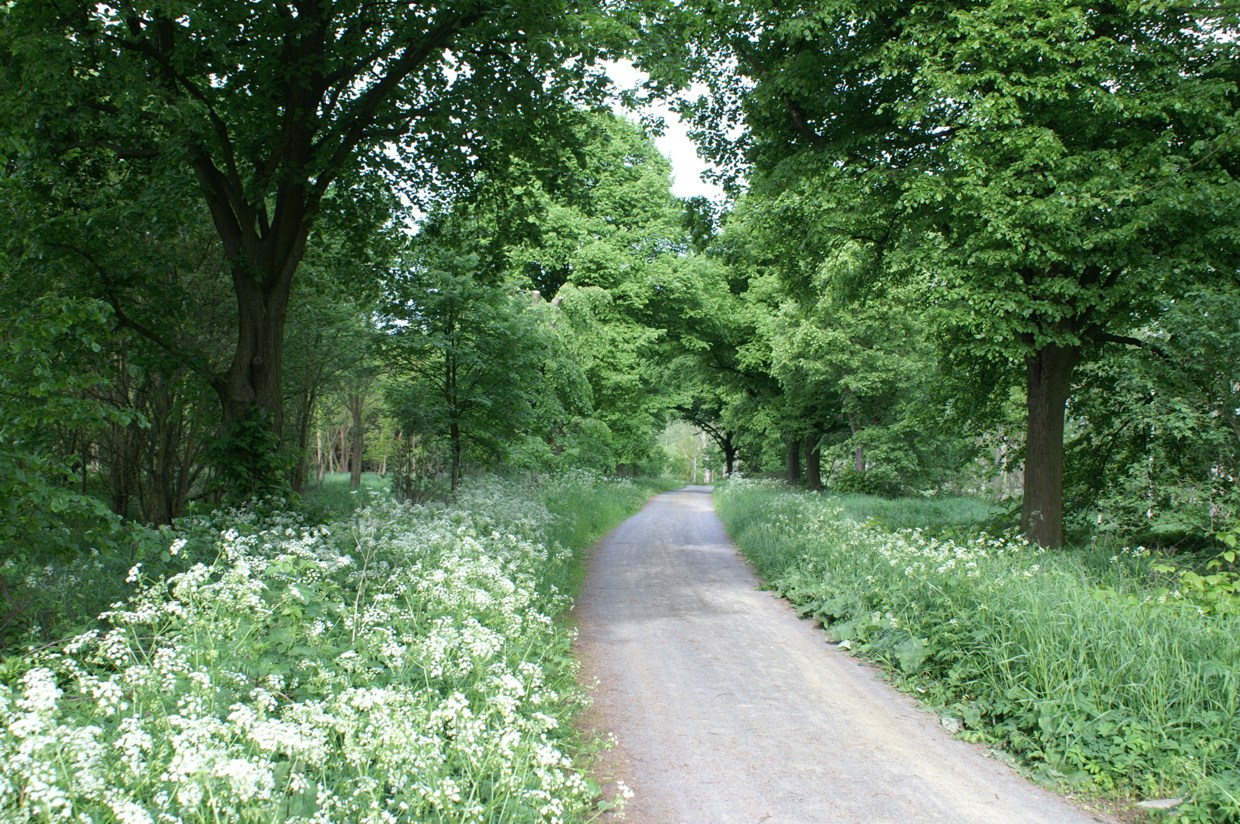
Die ehemalige Bernauer Heerstraße in der Nähe von Hobrechtsfelde

Die Bernauer Heerstraße führte von Spandau über Lübars, Schönerlinde und Schönow nach Bernau. In den ehemaligen Rieselfeldern nördlich von Hobrechtsfelde findet sich noch heute eine von Linden bestandene, unbefestigte Straße mit der Bezeichnung Bernauer Heerweg. Die Linden wurden allerdings erst später, in der Regierungszeit von Friedrich dem Großen gepflanzt. Die gesamte Wegstrecke belief sich auf rund 40 km und konnte von einer berittenen Abteilung unter Waffen gut an einem Tag zurückgelegt werden. Die Stadt Bernau bot dann Gelegenheit zur Rast und Übernachtung. Ursprünglich führte die Straße, die auf der Höhe der heutigen Viehtrift mittels einer Furt den Fluss Panke querte, an der Stadt vorbei. Erst 1317 wurde die Heerstraße, die nun zunehmend die Funktion einer Handelsstraße erhielt, direkt durch die Stadt geführt. Für die Kaufleute war damit der Zwang verbunden, an den Bernauer Magistrat einen Zoll zahlen zu müssen.
In einer weiteren Tagesetappe konnte sodann der Weg von Bernau bis nach Oderberg zurückgelegt werden. Die Trasse führte über Grüntal in Richtung Schönholz, heute ein Ortsteil von Melchow, und weiter über Hohenfinow nach Oderberg. Eberswalde spielte anfänglich noch keine Rolle. Erst mit dem wirtschaftlichen Erstarken der Stadt zu Beginn des 14. Jahrhunderts wurde auf markgräfliche Anordnung die Trassenführung der Heerstraße in Richtung Eberswalde geändert.

## Spuren heute

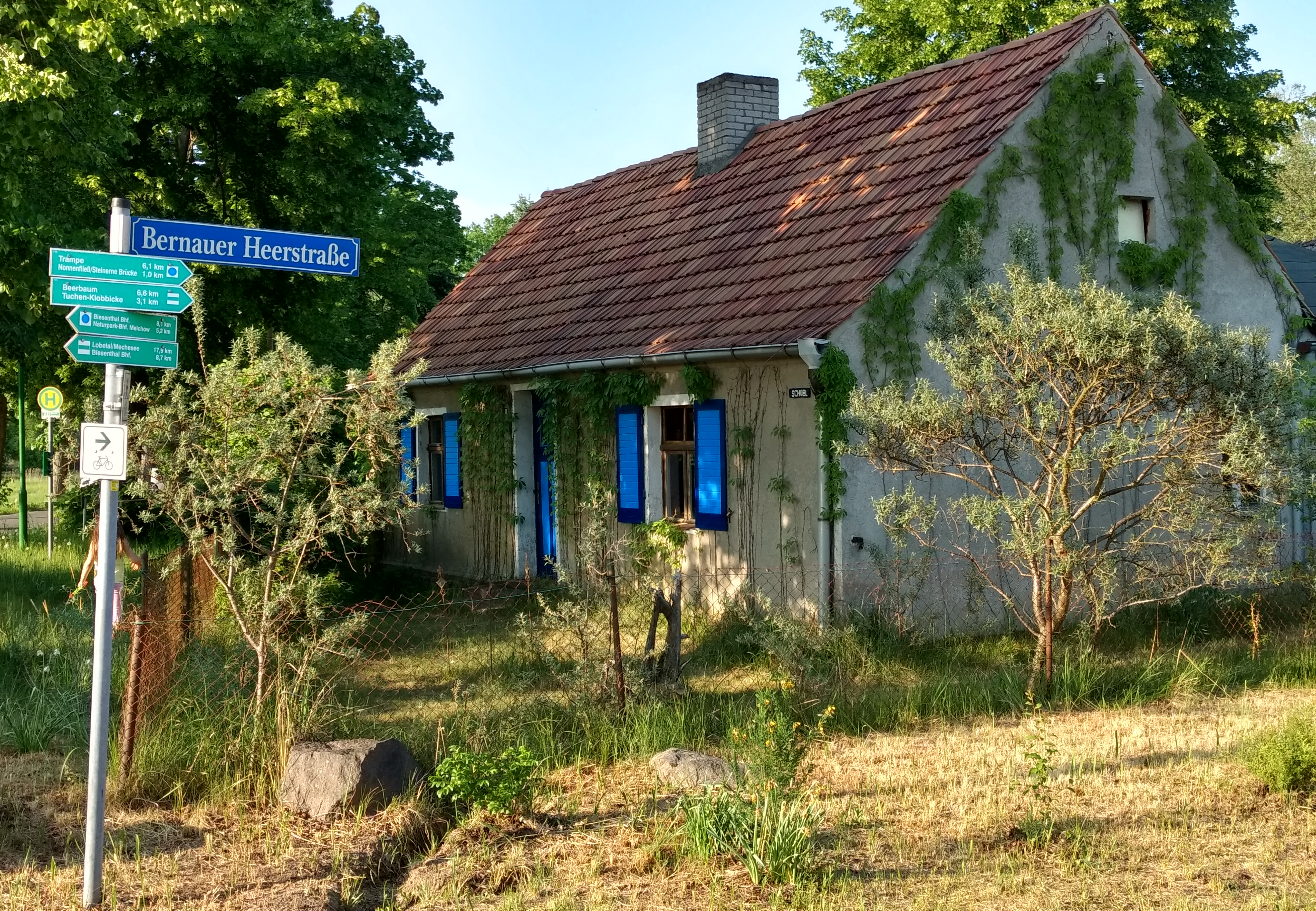
Straßenschild Bernauer Heerstraße in Schönholz (Barnim)

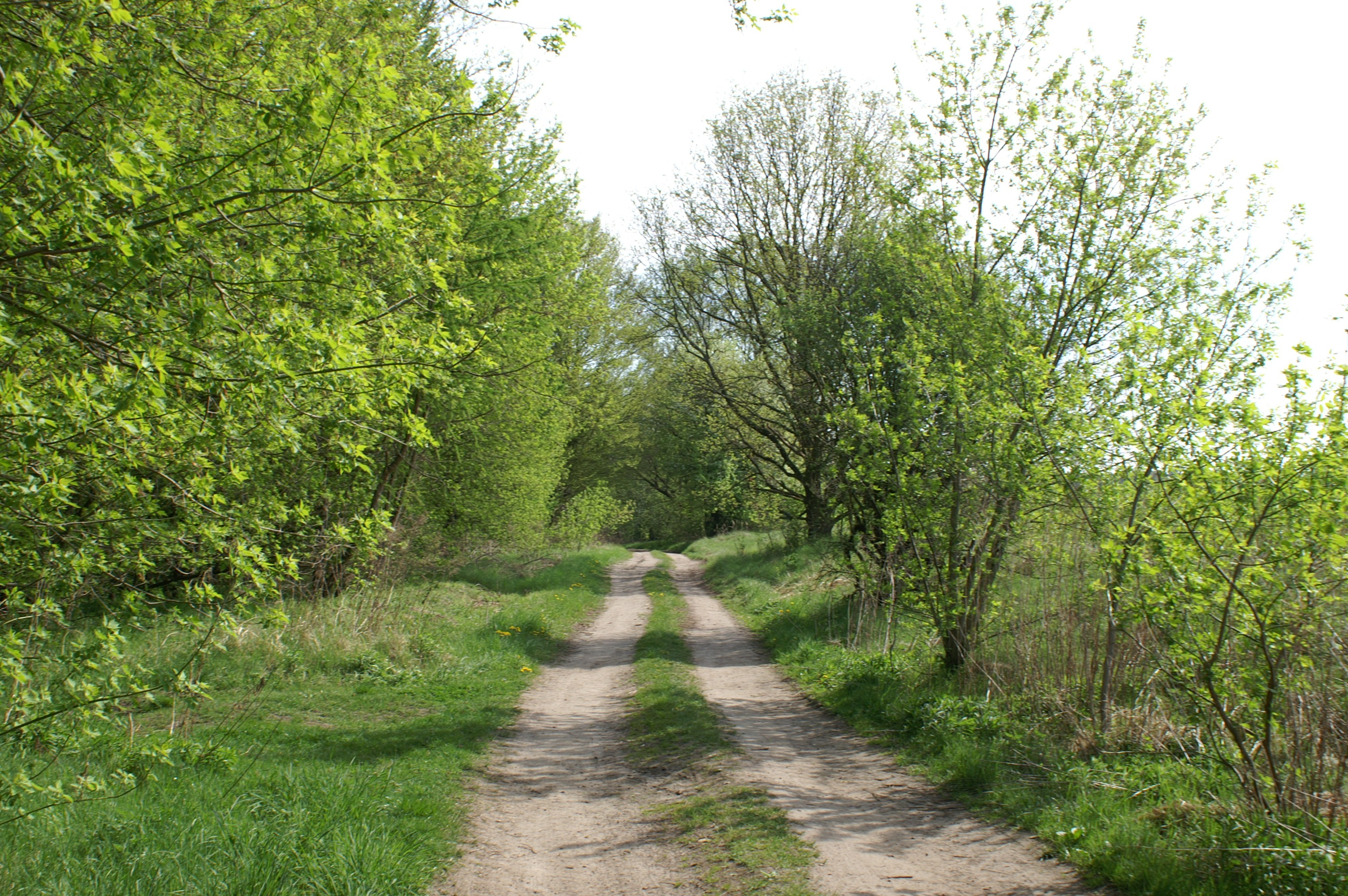
Die Bernauer Heerstraße bei Schönholz (Barnim) in Richtung Eberswalde

Überlieferte Straßen- und Wegebezeichnungen erlauben es bis heute, den Streckenverlauf der Bernauer Heerstraße von Spandau nach Bernau relativ genau zu rekonstruieren. In Berlin-Tegel findet sich in unmittelbarer Nähe des Tegeler Sees die Bernauer Straße. Sie findet eine Fortsetzung südöstlich von Lübars, wo der Alte Bernauer Heerweg Richtung Blankenfelde führt. Diese Straßenbezeichnung ist aber wohl neueren Ursprungs und in Erinnerung an die alte Heerstraße gewählt worden. Nordöstlich von Schönerlinde stößt man erneut auf den Bernauer Heerweg, der jetzt in Richtung Schönow verläuft.
Auch zwischen Bernau und Oderberg bzw. Eberswalde finden sich mehrere Hinweise auf die alte Trassenführung, etwa die Alte Heerstraße in Rüdnitz oder die in Schönholz und Eberswalde zu findende Straßenbezeichnung Bernauer Heerstraße.

## Weitere Heerstraßen über Bernau
Die Heerstraße von Spandau war im Mittelalter nicht die einzige derartige Verkehrsverbindung, die über Bernau in den Nordosten der sich ausdehnenden Mark Brandenburg führte. Mit der Entwicklung Berlins und Köllns verlor das einstige Zentrum Spandaus an Bedeutung. Verkehr und Handel verlagerten sich und nahmen ihren Ausgang jetzt in Berlin. Eine neue Fernverbindung führte nun vom ehemaligen Oderberger Tor in Berlin über Weißensee, Malchow, Lindenberg, Schwanebeck und Zepernick nach Bernau. Der Verlauf der späteren Bundesstraße 2 (heute: teilweise Landesstraße L 200) ist hier schon weitgehend vorgeprägt.
Eine weitere Fernverbindung war die Uckermärkische Heer- und Handelsstraße, die vermutlich ebenfalls im 13. Jahrhundert entstand. Es ist anzunehmen, dass auch sie anfänglich ihren Ausgangspunkt in Spandau hatte, aber im Gegensatz zur Bernauer Heerstraße mehr dem Verlauf der Panke folgte. Über Buch und Schönow, jedoch an Bernau vorbei, verlief der Weg über Lanke und Prenden nach Groß Schönebeck und weiter in Richtung Uckermark. Wichtigster Grund für die Anlage dieses Heerweges waren die bis ins 15. Jahrhundert andauernden Streitigkeiten um die Uckermark.
Auch hier hat es wohl recht bald eine Verlagerung des Ausgangspunktes von Spandau nach Berlin gegeben. So notiert Otto Koch in seiner Geschichte des Dorfes Schönow folgenden Verlauf der alten Landstraße: „Zwischen dem alten Wittenze (Weißensee) und Pangkow [Pankow], von der älteren uckermärkischen Heerstraße [gemeint ist offensichtlich die Bernauer Heerstraße] abzweigend, führte die Straße über Hinriksdorp [Heinersdorf], Blanckenborg [Blankenburg], Kare [Karow] und Wendisch Bug [Buch] nach Schönow“ und betont, dass sich die Lage des Ortes entsprechend der „Linienführung der ehemaligen uckermärkischen Landstraße“ herausgebildet habe. Am nordwestlichen Ausgang des Dorfes sei der „heutige ‚Lanker Weg‘ […] die Fortsetzung der uckermärkischen Landstraße“ gewesen.
In späteren Jahrhunderten hat sich dieser Wegverlauf offensichtlich nochmals verändert und führte von Zepernick an Bernau vorbei über Ladeburg in Richtung Norden. Ein Hinweis auf diese Straßenführung findet sich auch bei W. Hedergott, der über Bernau um 1800 schreibt: „Von und nach der Uckermark passierten viele Fahrzeuge täglich die Stadt […], die meisten Wagen aber über die Ladeburg-Zepernicker Landstraße. Die Einwohner fuhren mit diesen Wagen bis nach Berlin. Da es noch keine Chaussee gab, mußten Post- und Frachtwagen oft 8 Pferde brauchen, um durch den Schlamm zu kommen.“
Ein bestätigender Hinweis auf diesen Wegverlauf findet sich in Wernickes Bernauer Stadt-Chronik von 1894, wo unter den wichtigen Landstraßen Bernaus eine Querstraße „von Zepernick nach Ladeburg (Uckermärkerstraße)“ ausgewiesen wird.
Einhergehend mit dem Ausbau des Straßennetzes von und nach Berlin im ausgehenden 19. und beginnenden 20. Jahrhundert führte die Hauptverbindung von Berlin in die westliche Uckermark dann nicht mehr über Lanke und Prenden, sondern über Wandlitz und Klosterfelde (heute: Bundesstraße 109).